# Găgăuzii din Republica Moldova

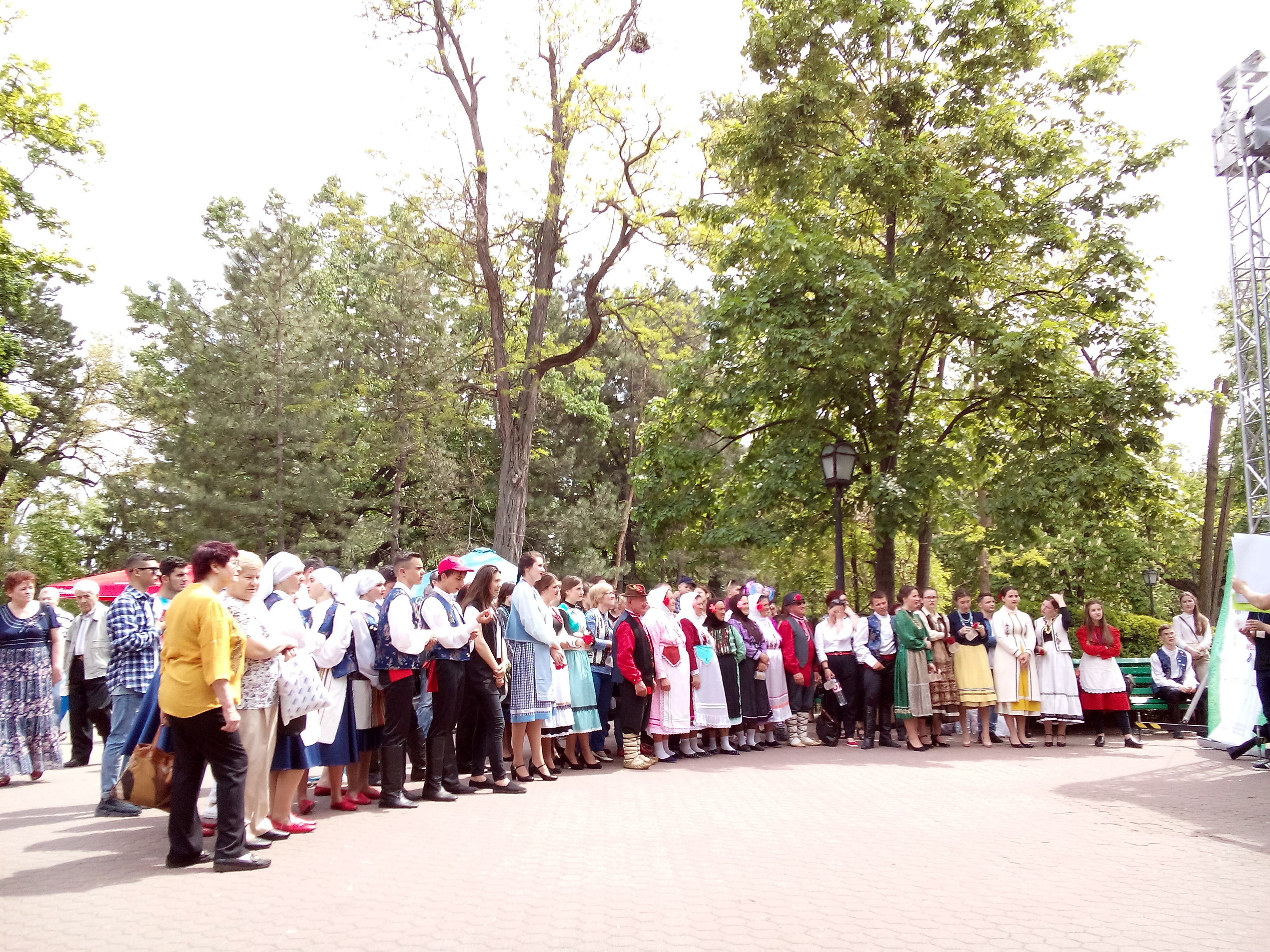
Găgăuzi în timpul celebrării sărbătorii Hederlez la Chișinău

Găgăuzii (în găgăuză gagavuzlar) sunt al patrulea grup etnic minoritar din Republica Moldova, numărând 151.596 de persoane conform recensământului din 2004, adică 3,85% din totalul populației. 
Găgăuzii trăiesc în mare parte în sudul țării (peste 90%), cu preponderență în UTA Găgăuzia, aici constituind 82,13% din populația regiunii, sau 84,31 din întreaga populație găgăuză a Republicii Moldova. 
70% din întreaga populație găgăuză locuiește în Republica Moldova.

## Demografie

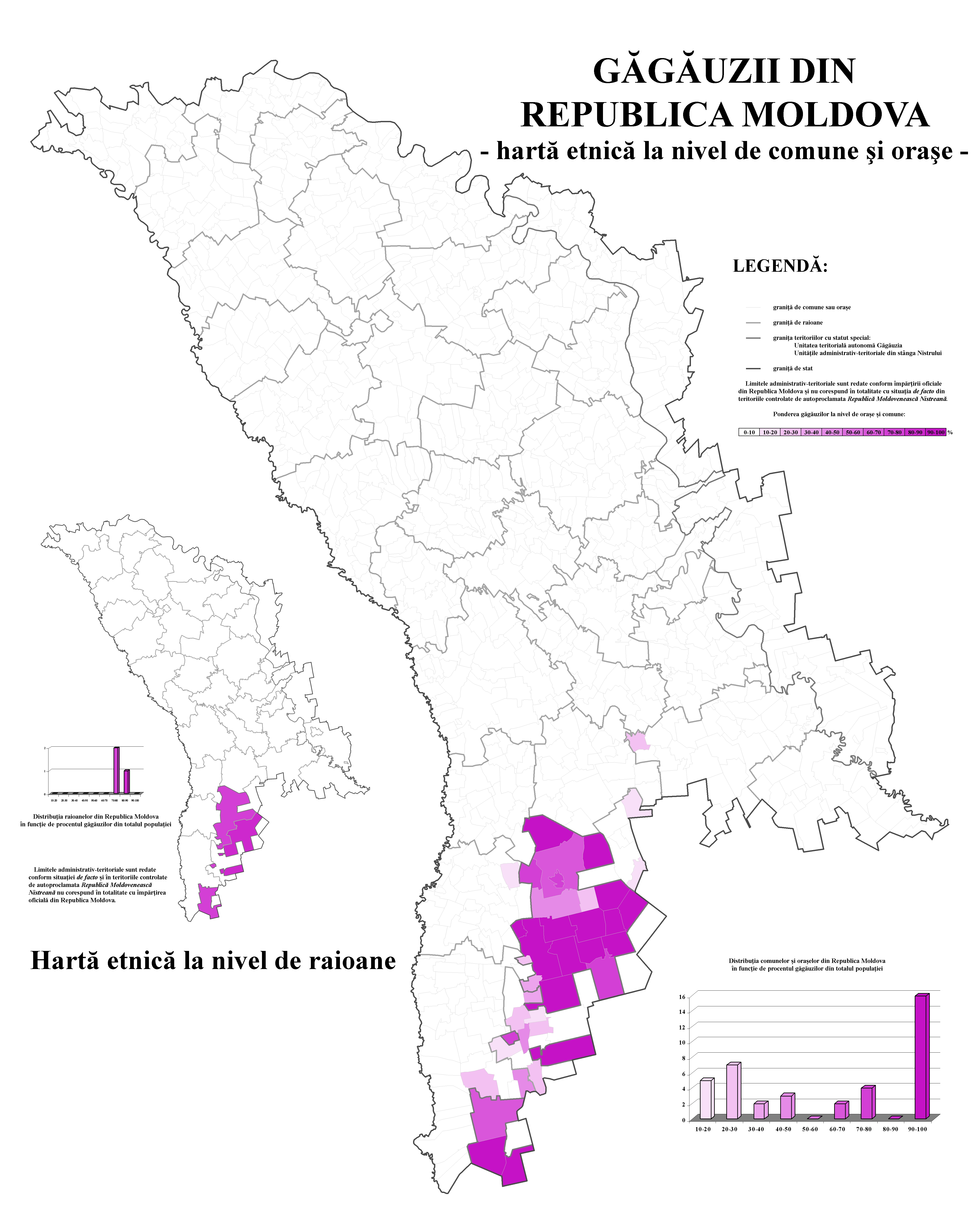
Ponderea găgăuzilor în Republica Moldova la nivel de comune

### Dinamica numărului
| An   | Număr   | % din tot. populației | % creșt./ descreșt. |
| ---- | ------- | --------------------- | ------------------- |
| 1817 | ~900    | 0,2%                  | ▬                   |
| 1856 | 18.000  | 1,8%                  | ▲1.900,0%           |
| 1897 | 55.790  | 2,9%                  | ▲209,9%             |
| 1930 | 98.172  | 3,4%                  | ▲76,0%              |
| 1941 | 115.700 | 4,9%                  | ▲ 17,8%             |
| 1959 | 95.856  | 3,3%                  | ▼17,1%              |
| 1970 | 124.902 | 3,5%                  | ▲30,3%              |
| 1979 | 138.000 | 3,5%                  | ▲ 10,5%             |
| 1989 | 153.458 | 3,5%                  | ▲11,2%              |
| 2004 | 151.596 | 3,8%                  | ▼1,2%               |

## Galerie de imagini

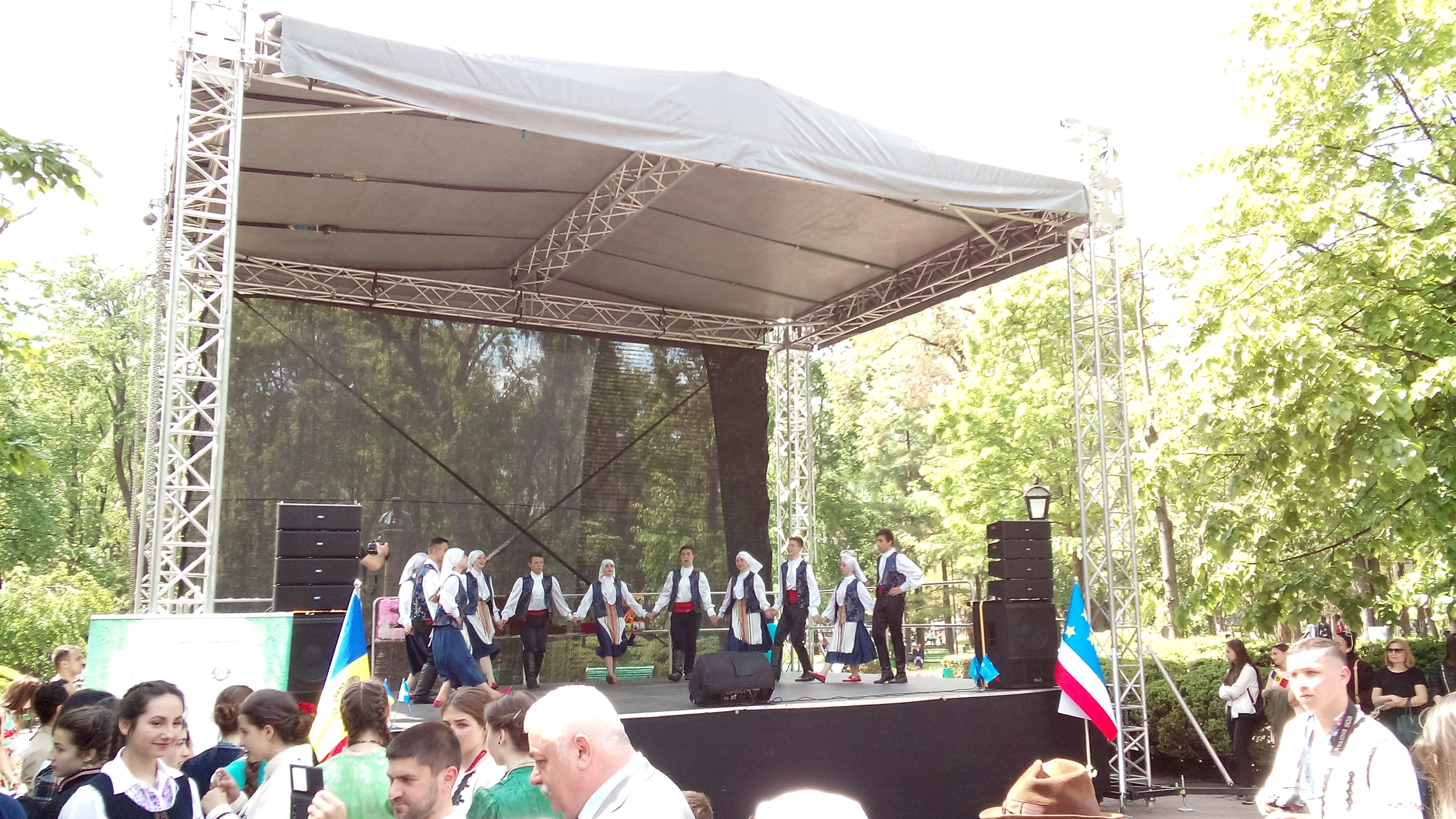
Dans popular găgăuz
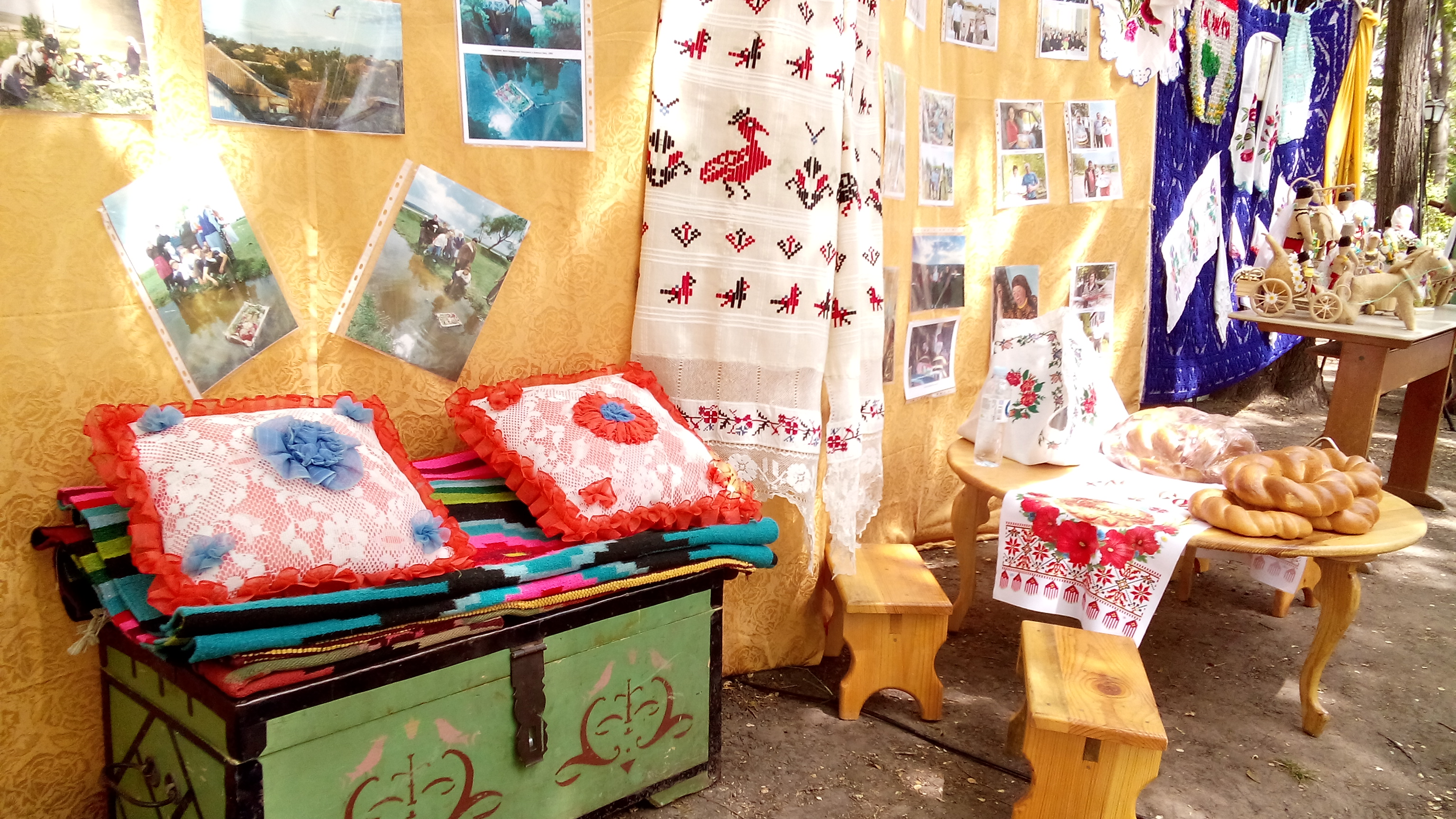
Artizanat găgăuz
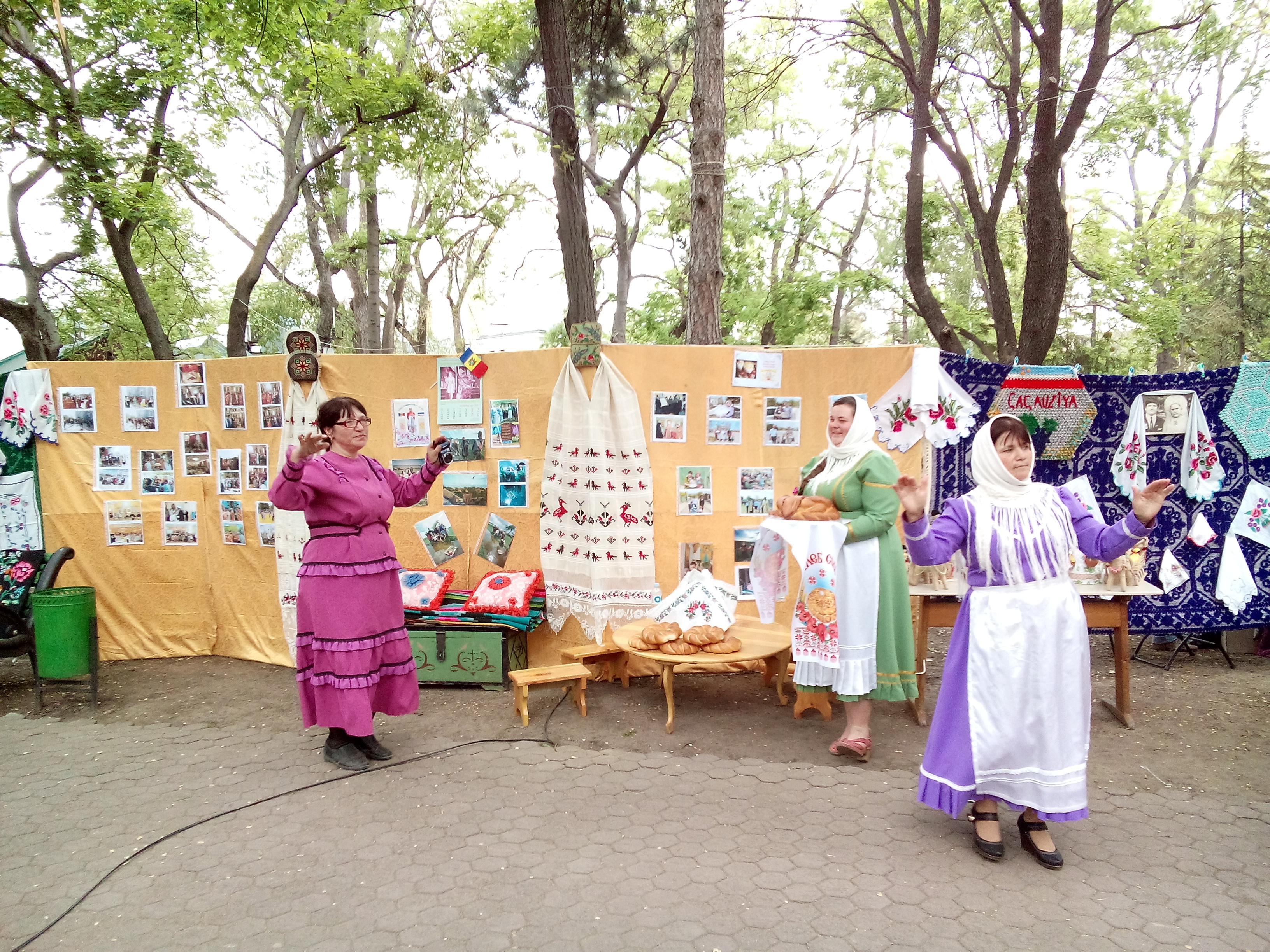
Femei găgăuze dansând
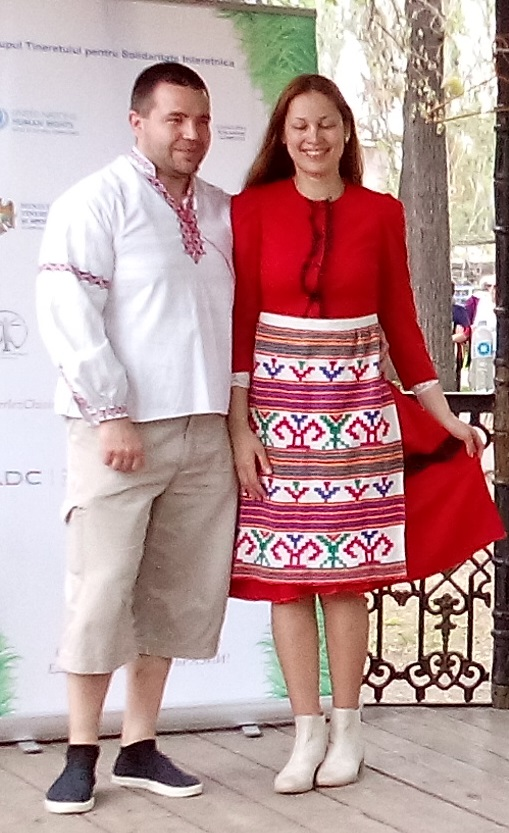
Port popular găgăuz

## Găgăuzi notabili
- Stepan Bulgar
- Mihail Kendighelean
- Irina Vlah
- Dimitri Karacioban
- Dumitru Nedeoglo
- David Ceban

## Vezi și
- Colonizarea Basarabiei